# 갈매기속
갈매기속(학명: Larus)은 전 세계적으로 분포하는 갈매기과 속의 하나이다. 북반구에서 가장 큰 생물종 다양성을 보인다. 약 24종을 포함하고 있다.

## 하위 분류
| - 유럽재갈매기 L. argentatus - L. armenicus - L. atlanticus - L. belcheri - L. brachyrhynchus - 카스피해갈매기 (L. cachinnans) - L. californicus - 갈매기 (L. canus) - 괭이갈매기 (L. crassirostris) - 고리부리갈매기 (L. delawarensis) - 남방큰재갈매기 (L. dominicanus) - 검은등갈매기 (L. fuscus) - 작은재갈매기 ("L.thayeri) | - 수리갈매기 (L. glaucescens) - 작은흰갈매기 (L. glaucoides) - 붉은부리회색갈매기 (L. heermanni) - 흰갈매기 (L. hyperboreus) - L. livens - 큰검은등갈매기 (L. marinus) - L. michahellis - 서부갈매기 (L. occidentalis) - L. pacificus - 큰재갈매기 (L. schistisagus) - 옅은재갈매기 (L. smithsonianus) - 재갈매기 (L. vegae) |